# Bruno Aeberhard
Bruno Aeberhard (14 de octubre de 1976) es un deportista suizo que compitió en bobsleigh. Ganó una medalla de bronce en el Campeonato Mundial de Bobsleigh de 2000, en la prueba cuádruple.

## Palmarés internacional
| Campeonato Mundial | Campeonato Mundial   | Campeonato Mundial | Campeonato Mundial |
| Año                | Lugar                | Medalla            | Prueba             |
| ------------------ | -------------------- | ------------------ | ------------------ |
| 2000               | Altenberg (Alemania) | Medalla de bronce  | Cuádruple          |